# Tongbaïta
La tongbaïta és un mineral de la classe dels elements natius. Rep el seu nom de la localitat on va ser descoberta, a Tongbai (Henan, República Popular de la Xina).

## Característiques
La tongbaïta és un carbur de crom, de fórmula química Cr₃C₂, que va ser aprovada per l'Associació Mineralògica Internacional l'any 1982. Cristal·litza en el sistema ortoròmbic, formant cristalls prismàtics pseudohexagonals, de fins a 0,3 mil·límetres, que poden tenir terminacions en forma de punta de llança. La seva duresa a l'escala de Mohs és 8,5.
Segons la classificació de Nickel-Strunz, la tongbaïta pertany a «01.BA - Carburs» juntament amb els següents minerals: cohenita, haxonita, isovita, khamrabaevita, niobocarbur, tantalcarbur, qusongita i yarlongita.

## Formació i jaciments
Es troba en roques ultramàfiques. Sol trobar-se associada de molts altres minerals com: magnesiocromita, pentlandita, pirita, calcopirita, cubanita, magnetita, ilmenita, altaïta, violarita, awaruïta, bismutohauchecornita, plom, crom, or, coure, platí o ferro, entre d'altres. Va ser descoberta l'any 1982 a Liu, Tongbai (Henan, República Popular de la Xina). També se n'ha trobat al riu Is, al districte d'Isovsky (Rússia).